# Новомиколаивка
Новомиколаивка (на украински: Новомиколаївка) е селище от градски тип в Южна Украйна, Новомиколаивски район на Запорожка област. Основано е през 1790 година. Населението му е около 5825 души.